# Quận Wexford, Michigan
Quận Wexford một quận thuộc tiểu bang Michigan, Hoa Kỳ. Quận lỵ đóng ở Cadillac6. Theo điều tra dân số năm 2000 của Cục điều tra dân số Hoa Kỳ năm 2000, quận có dân số 30.484 người. Quận được lập năm 1840, ban đầu tên Kautawabet và được đổi tên thành Wexford theo Wexford ở Ireland.

## Địa lý
Theo Cục điều tra dân số Hoa Kỳ, quận có diện tích 1491 km2, trong đó có 27 km2 là diện tích mặt nước.

### Xa lộ
- M-37
- M-42
- M-55
- M-115

### Quận giáp ranh
- Quận Grand Traverse - bắc
- Quận Kalkaska - đông bắc
- Quận Missaukee - đông
- Quận Osceola - đông nam
- Quận Lake - tây nam
- Quận Manistee - tây
- Quận Benzie - tây bắc